# Emily Allchurch
Emily Allchurch (* 1974 auf den Kanalinseln) ist eine britische Künstlerin.

## Vita
Emily Allchurch wurde 1974 auf den Kanalinseln geboren. Sie schloss ihr Studium der Bildhauerei am Kent Institute of Art & Design in Canterbury 1996 mit Auszeichnung ab. Am Royal College in London, wo sie 1999 ihren Master of Arts erwarb, begann sie das Medium Fotografie zu nutzen. Seitdem stellt sie regelmäßig in Einzel- und Gruppenausstellungen in Großbritannien und international aus. Ihre Arbeiten befinden sich in Sammlungen weltweit. Emily Allchurch lebt und arbeitet in London und in Hastings, East Sussex.

## Kunst
Emily Allchurch nutzt das Medium der Fotografie und digitale Collagen um Gemälde und Drucke alter Meister aus Versatzstücken der Gegenwart zu rekonstruieren. Sie fotografiert Orte, welche Künstler wie beispielsweise Giovanni Battista Piranesi (1720–1778), Pieter Brueghel d. Ä. (1525/30–1569) oder Utagawa Hiroshige (1797–1858) als Sujet verwendeten und legt riesige Motivsammlungen an. Aus den entstandenen Fotografien wählt sie hunderte aus und fügt sie zu einem nahtlosen neuen "fiktiven" Raum. Die resultierenden fotografischen Collagen zeigen den Zeitenwandel und die landschaftlichen Veränderungen von Sujet und Ort sowie deren Geschichte und Kultur.
Ihre Fotos reproduziert die Künstlerin als Drucke und als Leuchtkästen.

## Einzelausstellungen (Auswahl)
2001: "On The Horizon". Royal London Hospital
2002: "Light Sensitive". East73rdgallery, London
2002: "Exposure". Standpoint Gallery, London
2002: "A Hill with a View". Orleans House Gallery, Twickenham 
2003: "Setting". Galica Arte Contemporanea, Milan 
2004/05: "Settings". The Blue Gallery, London 
2006: "Emily Allchurch, A Retrospective". Frost & Reed Contemporary, London
2006: "Model City". Galica Arte Contemporanea, Milan
2006: "Model City". Alberta College of Art & Design, Calgary. Canada 
2007: "Urban Chiaroscuro". Frost and Reed Contemporary. London 
2008: "Urban Chiaroscuro". Galeria Galica, Milan 
2011: "Tokyo Story". Diemar Noble Photography, London
2011: "Tokyo Story". Daiwa Anglo-Japanese Foundation, London 
2013/14: "Tokyo Story / After Hiroshige", Tokaido Hiroshige Museum, Shizuoka, Japan 
2015: "Emily Allchurch, In the Footstep of a Master". Djanogly Art Gallery, Nottingham
2015: "Emily Allchurch, In the Footstep of a Master". Manchester Art Gallery
2017: Project Space. Galerie Rothamel, Erfurt 
2018: "Architectural Visions of a Grand Tour". Sir John Soane Museum, London
2018: "Architectural Capricci". Galerie Rothamel, Frankfurt

## Ausstellungsbeteiligungen (Auswahl)
2013/14: "Sense of Soane". School of Art Gallery, Aberystwyth University
2014: "/seconds". Sharjah Art Foundation
2014: "Edo Pop. Graphic Impact of Japanese Art". Singapore Tyler Print Institute, Singapore 
2014/15: "Small is Beautiful". Flowers, New York 
2015: ":Xenotopia". Gibberd Gallery, Harlow 
2016: "Merge Visible". Mall Galleries, London
2016: East Sussex Open. Towner Art Gallery, Eastbourne
2016: Fix Photo Festival. Bargehouse Gallery / LA Noble Gallery, London 
2016/17: "Trace Elements". James Freeman Gallery, London 

## Sammlungen (Auswahl)
- Manchester Art Gallery
- Tokaido Hiroshige Museum, Japan
- Minneapolis Institute of Arts, USA
- Nouveau Musée National de Monaco
- States of Jersey, Channel Islands
- Galleria Parmeggiani, Italy
- ACAD, Canada
- Financial Services Authority, London
- Fidelity, Tokyo
- Aspen Re Insurance, London
- Unilever, London
- Schroders, London Rathbones, London
- Morgan Stanley, London
- Borough Art Collection, Twickenham

## Publikationen (Auswahl)
- Howes, Natasha (Hrsg.): Emily Allchurch. In the Foodsteps of a Master, Katalog zur Ausstellung in der Manchester Art Gallery 2015. ISBN 978-0-90167-390-9